# Вильсавен (замок)
Вильсавен (фр. Château de Villesavin) — дворцово-замковый комплекс в коммуне Тур-ан-Солонь в департаменте Луар и Шер региона Долина Луары, Франция. Располагается на берегу реки Бёврон между замками Шамбор и Шеверни в области Солонь. Является одним из самых маленьких по площади замков Луары. С 1959 года комплекс включён в список Исторических памятников Франции.

## История

### Ранний период
Название комплекса восходит ко временам Древнего Рима. В I веке здесь на территории римской провинции Галлия на месте нынешнего замка существовала Вилла Савини (Villa Savini), которая располагалась на важной пути Виа Адриана. Эта дорога шла из Шартра в сторону Британии. Однако после ухода римлян вилла была заброшена.
Замок Вильсавен впервые упоминается в документах начала XIV века. Его первым владельцем был граф Ги I де Блуа-Шатильон. Он приобрёл поместье с уже существовавшим господским домом в 1315 году. Семья де Шатильон распоряжалась здесь более двух веков.

### Эпоха Ренессанса
В конце 1526 года земли и здания были проданы Жану Ле Бретону, владельцу замка Вилландри. Новый собственник с 1528 года служил королевским помощником по делам финансов и администратором графства Блуа. Жан Ле Бретон сопровождал короля Франциска I в его итальянских походах.  
Уже в 1526 году началась перестройка прежнего замка в роскошную резиденцию. Автором проекта считается итальянский архитектор Боккадор. Работы заняли больше десяти лет и были закончены только в 1537 году. В результате впервые за несколько сотен лет во Франции появилось здание, которое с самого начала создавалось вокруг центральной лестницы. Такой метод строительства использовался во времена Карла Великого, но потом был забыт. Яркой новинкой резиденции оказались четыре угловых павильона. Позднее такой тип дворцового комплекса был реализован в Фонтенбло. Замок Вильсавен был построен в то же время, что и Шамбор. Поэтому здесь трудились те же французские и итальянские художники и ремесленники, что и над любимым детищем Франциска I.  
Ле Бретон умер в 1543 году. Вся его собственность, включая замки Вильсавен и Вилландри, перешла к его супруге Анне Гедойн. Она в свою очередь в 1547 году завещала поместье Вильсавен дочери Леоноре и её мужу Клоду Бургенсису. Причём супруги предпочитали жить не в замке, а в Париже. В конце концов, пытаясь разобраться с непростой финансовой ситуацией, Леонора отдала имение в счёт погашения долгов. Замок оценили в скромную сумму: 150 турских ливров. 
В 1611 году Вильсавен приобрёл за 26 000 ливров Жан Фелипо. Он расширил резиденцию и украсил её интерьры. Его семья владела собственностью до начала XVIII века. 
Хотя замок Вильсавен никогда не был в королевской собственности, многие члены французской королевской семьи ночевали в замке в качестве гостей. Среди них были, в частности, Франциск I, Екатерина Медичи, Мария Медичи и Людовик XIII. 

### Новое время

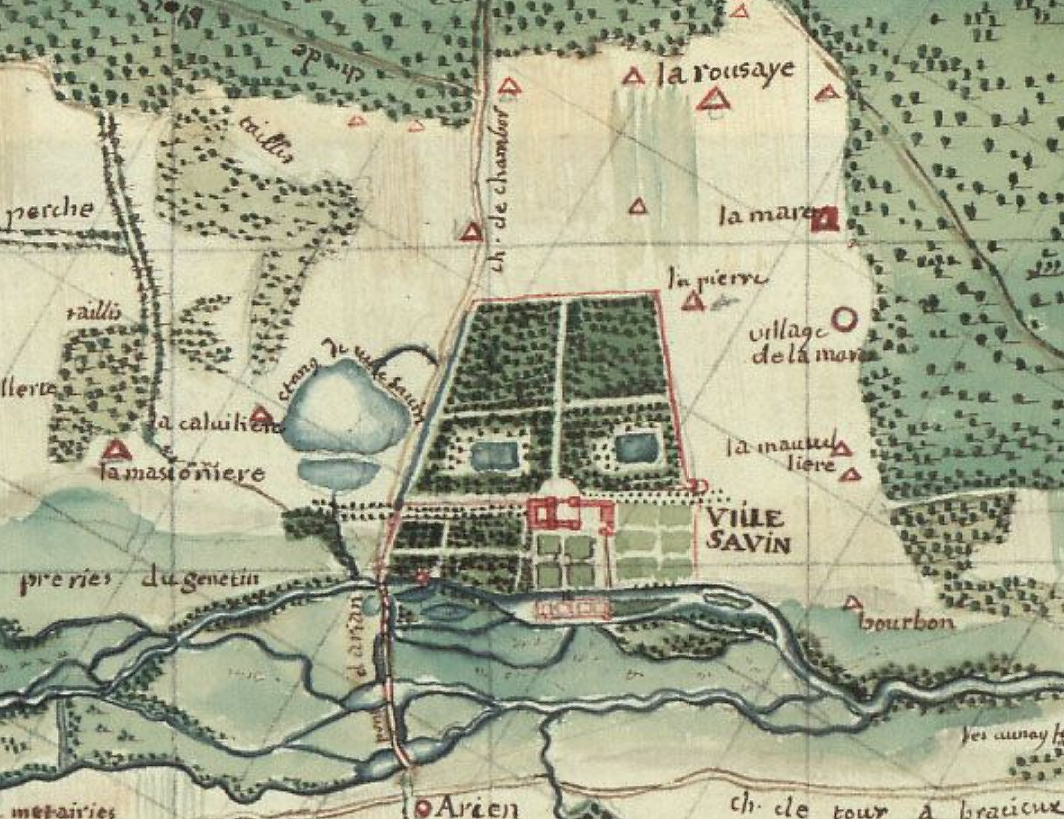
Схема замка и имения Вильсавен на карте начала XVIII века

2 июля 1719 года замок был продан Рене Адине, директору французской Ост-Индской компании. Впоследствии семья получила право  прибавить к фамилии престижное дополнение де Вильсавен. Около 1730 года в замке появилась оранжерея, а часть зданий стали на этаж выше.   
Через брак Марии де Вильсавен комплекс перешёл в 1779 году во владение семьи её мужа, маркиза Шарля Роберта де ла Паллу.  
При Огюсте Ла-Паллу замок Вильсавен был тщательно отремонтирован и модифицирован. В числе прочего были засыпаны прежние рвы вокруг крепости (в середине XX века их частично восстановили). Так как в разводной мост стал бесполезен, то его демонтировали, а внешнюю стену снесли.   
Замок был экспроприирован во время Французской революции. Но здания комплекса практически не пострадали. Благополучно сохранилась и большая голубиная башня, построенная под руководством Жана Фелипо (хотя подобные сооружения и считались признаком феодальных привилегий и подлежали разрушению). Правда в бывшей часовне революционеры разметили собачий питомник, а всю мебель продали с аукциона 19 августа 1793 года. Кроме того были разрушены статуи ангелов, украшавших мраморный фонтан.  

### XIX и XX века
После реставрации власти Бурбонов замок был выставлен на продажу. 20 декабря 1820 года его приобрёл убеждённый роялист Жюль де Кардебюф, граф де Прадель, первый камергер короля Людовика XVIII. Новый собственник провёл реконструкцию замка в духе историзма. Именно благодаря этому в замке Вильсавен сохранились многочисленные архитектурные детали, которые были утрачены и стали столь редкими во многих дворцовых комплексах в долине Луары. В то время на первом этаже располагались бильярдная, большая столовая, библиотека и различные жилые комнаты. Во многих помещениях были паркетные полы из ценных пород деревьев и мраморные камины. Кроме того, был реконструирован английский ландшафтный сад. 
Граф умер в 1857 году. Владелицей Вильсавена стала его вдова Анжелика де Мартель. Он завещала комплекс своему родственнику Анатолю де Биземону, который и вступил в права владенния в 1870 году.
Новый хозяин оставил уникальное завещание: он даровал недвижимость своей бывшей поварихе, на которой официально женился (это был его второй брак). Однако к началу XX века при отсутствии должного ухода изящный замок стал постепенно разрушаться. Собственники распродали обширные земельные угодья бывшей усадьбы и на вырученные средства провели частичную реставрацию. Но на полноценный ремонт средств не хватало. При этом площади земель имения Вильсавен сократились с 2500 гектаров в 1919 году до всего лишь 40 гектаров в 1937-м.  
С 1937 года замком владеет семья де Спарре. Правда, ветшающие здания продолжали приходить в упадок и в последующие годы. Долгое время Вильсавен оставался фактически заброшенным. При этом ещё с 1954 года замок был открыт для публики. Однако аварийное состояние зданий привело к закрытию Вильсавена.  

### XXI век
В начале XXI века Ларс де Спарр (родственник нынешних собственников) решил взяться за восстановление замка Вильсавен. Чтобы привлечь внимание к проблемам сохранения комплекса он вновь сделал его открытым для туристов. Начались постепенные восстановительные работы и реставрация замка. 

## Архитектура
Замок Вильсавен — это комплекс, выдержанный в архитектурном стиле эпохи Возрождения с классическим оформлением. Каменные стены были построены из известняка, а затем оштукатурены. Комплекс зданий имеет форму подковы и окружает внутренний двор, на юго-восточной стороне которого расположено здание Корпус де Логис с двумя угловыми павильонами. По краям главного здания находятся изящные павильоны. На фасаде западного крыла видны шесть медальонов. На изображены римские императоры. Все угловые павильоны имеют необычную крышу в форме пирамиды и покрыты черепицей. 
В центре двора находится белая мраморная чаша для фонтана эпохи. Судя по всему её изготовили мастера Ломбардии. Треугольное основание фонтана украшено фигурами химер и фантастических морских существ. 

## Парк и сады
Дворцовый комплекс окружён лесопарком. Значительная его часть (площадью около 14 гектаров) находиться к северу от главного здания. Южная часть парка значительно меньше (около двух гектаров) и здесь расположен сад. К западу от замковых построек находится лес из хвойных деревьев (называемый La garenne). К сожалению ничего не осталось от просторного симметричного сада, который находился к югу от замка. Там в числе прочих росли лимонные и апельсиновые деревья, а также мирра и кусты смородины. В центре парка был остров на реке Бёврон, на котором имелся ещё один сад. Здесь же сначала находился и мраморный фонтан, который в настоящее время расположен во дворе замка.   

## Современное использование
В комплексе зданий замка Вильсавен работают два музея. В бывшем каретном сарае можно посетить коллекцию старинных колясок и карет. В Музее истории свадеб, который начал функционировать с апреля 2000 года, выставлено более 1500 экспонатов на тему традиций бракосочетания. В частности в экспозиции представлена большая коллекция свадебных корон, которые украшали головы невест с 1835 по 1950 годы.  
Ряд залов Вильсавена, в которых находится старинная мебель, а также старая замковая кухня в западном крыле, открыты для отдельных исторических экскурсий.  
Замковую оранжерею можно арендовать для проведения корпоративных мероприятий, юбилеев или семейных торжеств.  
Всего в год Вильсавен посещают около 20 тысяч туристов. 

## Галерея

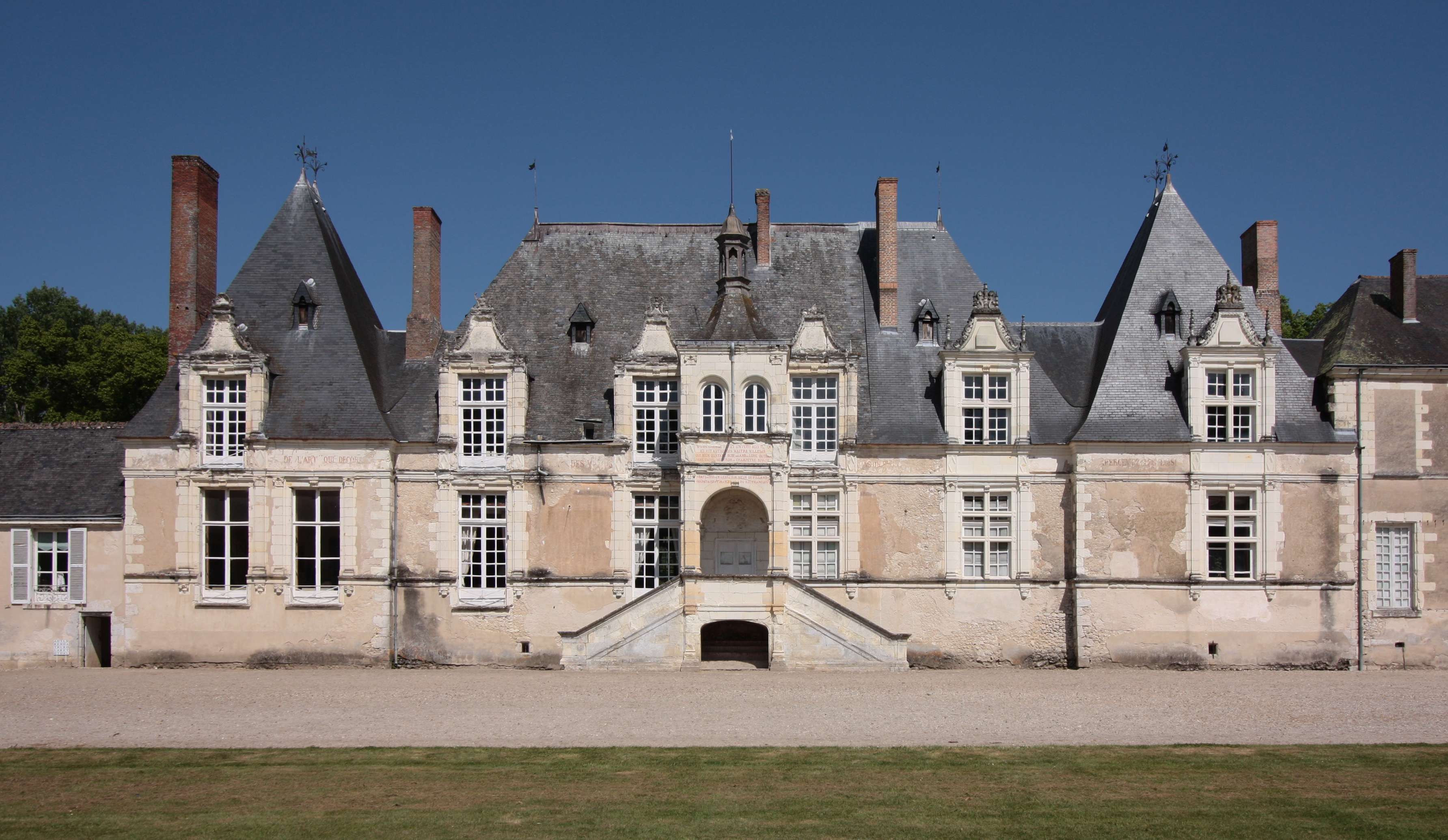
Фасад главного здания
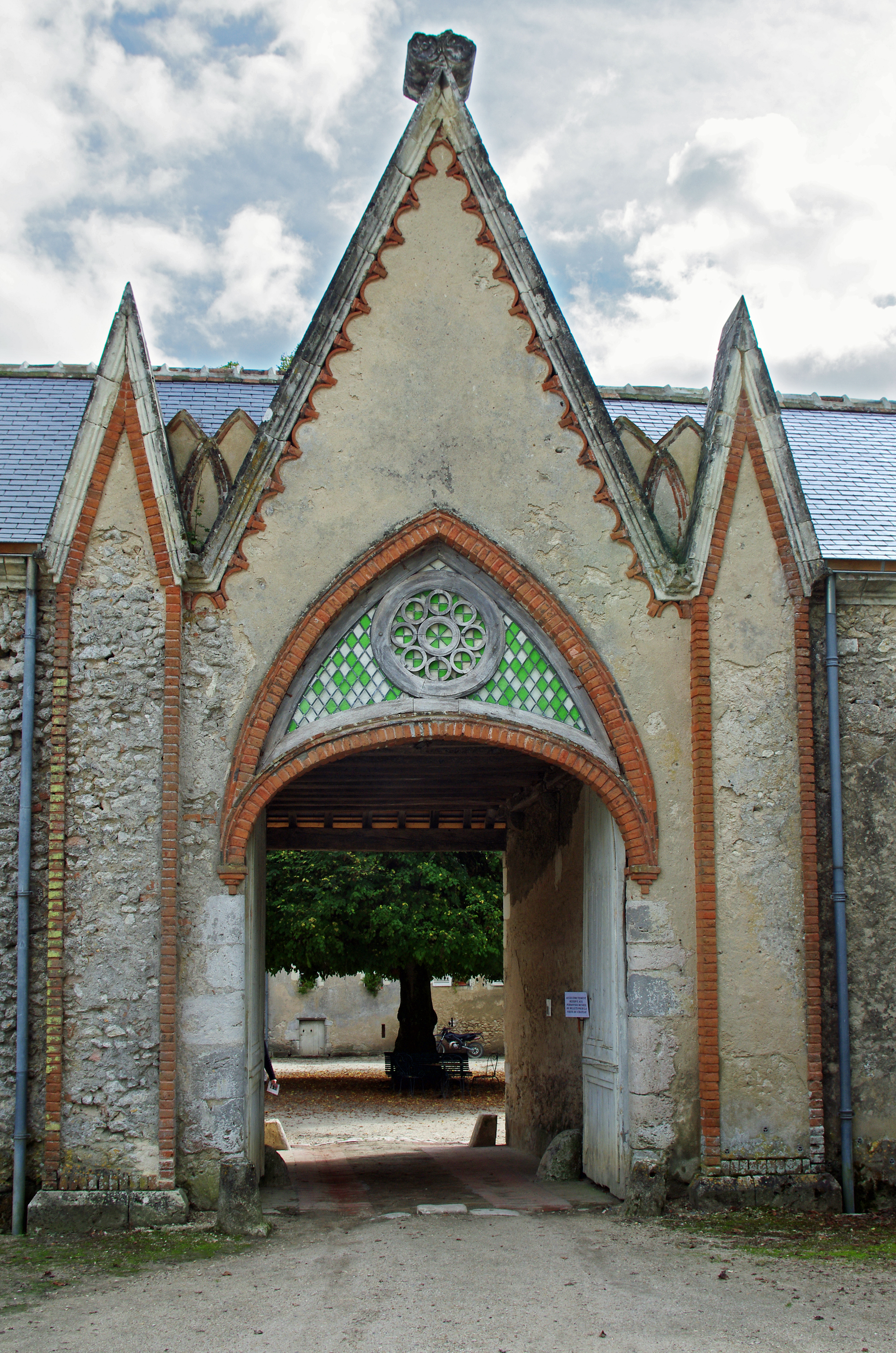
Ворота ведущие во внутренний двор
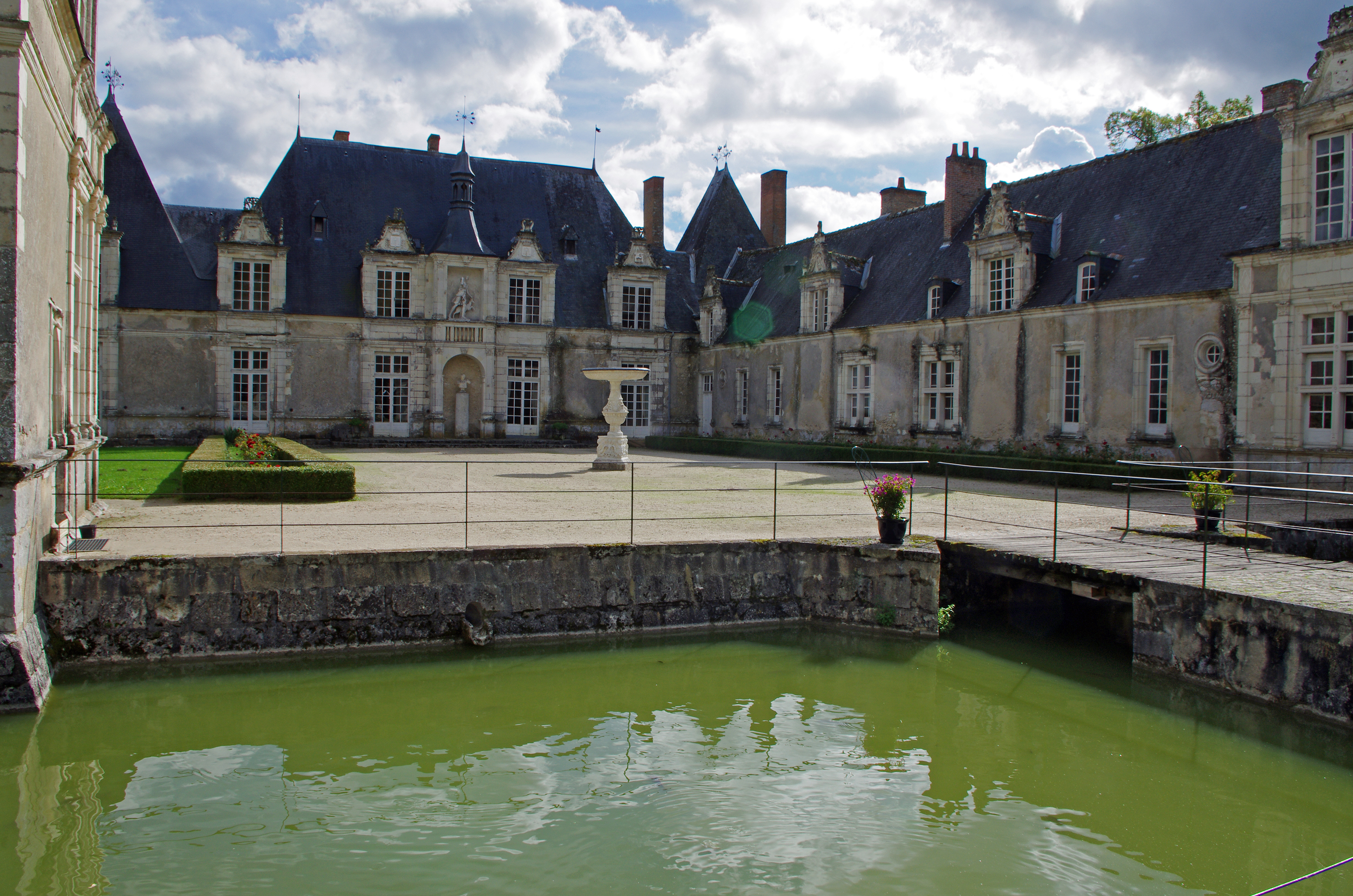
Двор замка и примыкающий к нему пруд
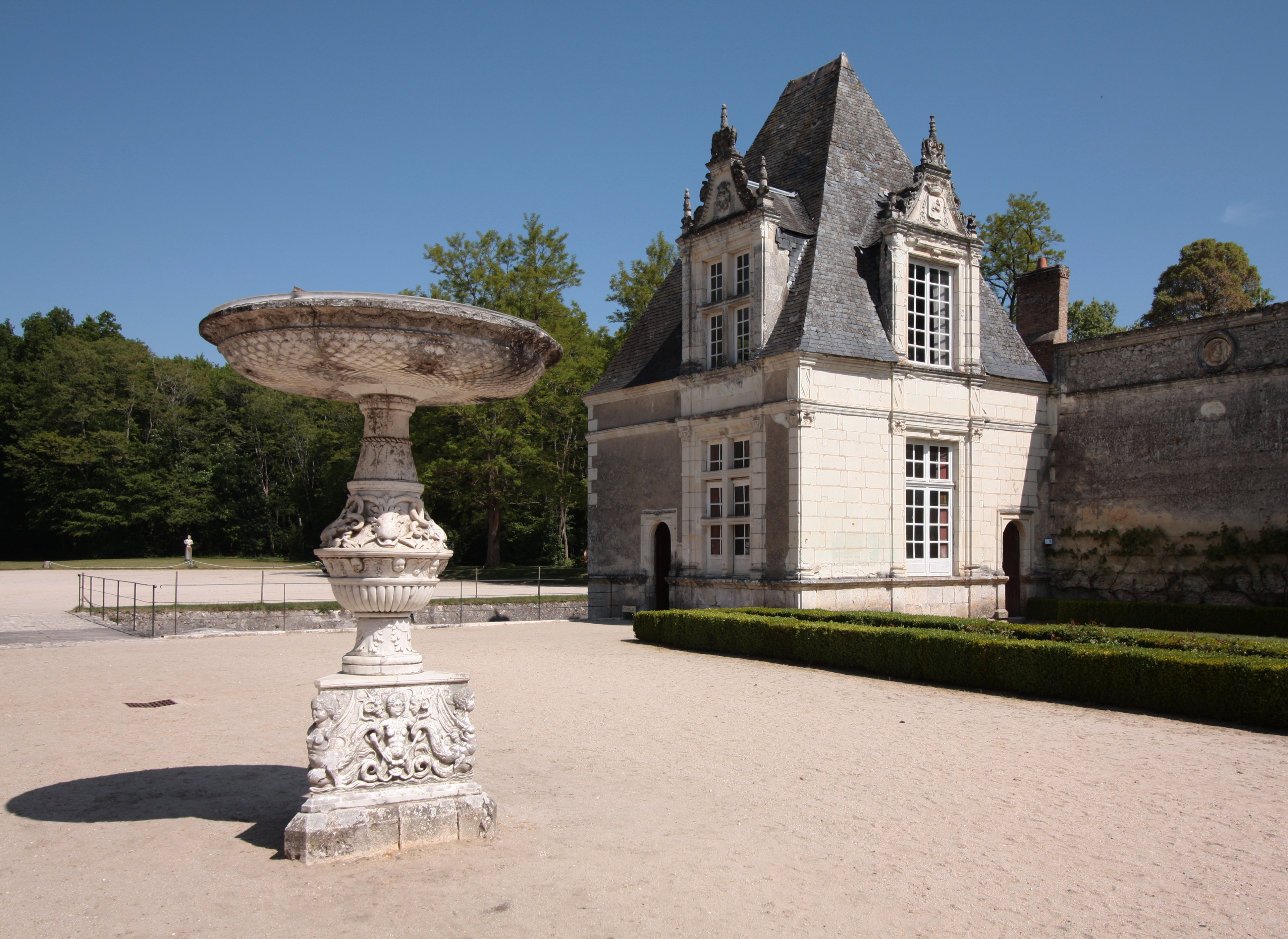
Декоративная ваза и боковой флигель
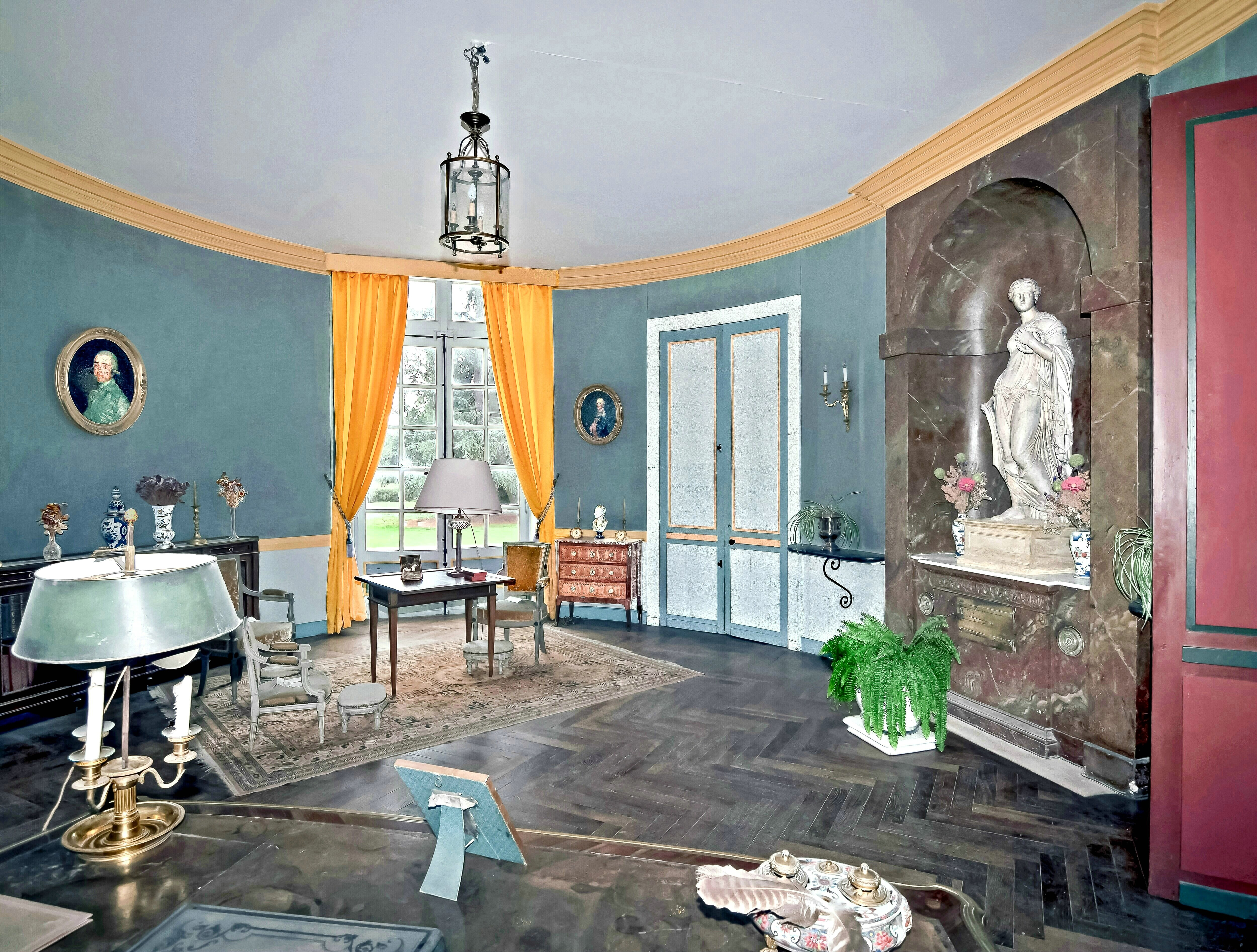
Один из залов замка